# 名鉄DB20形ディーゼル機関車
名鉄DB20形ディーゼル機関車（めいてつDB20がたディーゼルきかんしゃ）は、かつて名古屋鉄道で運用されたディーゼル機関車である。1両（20）が存在した。

## 概要
- 1956年（昭和31年）12月に日本車輌製造で製造された小型ディーゼル機関車で、L字形車体の20t車である。日本車輌が製造した入換機関車では初期の型である。車籍は名古屋鉄道であるが名古屋パルプの私有車であり、名古屋パルプが1957年（昭和32年）3月に可児郡可児町の本社工場の操業に合わせて購入した機関車である。
- 広見線ライン遊園駅から名古屋パルプ本社工場へ設置された専用線で運用され、DB75形（75）の導入により1963年（昭和38年）10月に廃車となる。